# Simbi Khali
Simbi Khali (n. Jackson, Misisipi, 28 de abril de 1971) es una actriz estadounidense, más conocida por su papel de Nina Campbell en la sitcom 3rd Rock from the Sun.

## Primeros años
Nació en Jackson, Misissippi, el 28 de abril de 1971 como la menor de siete hermanos. Asistió a la Duke Ellington School of the Arts y luego continuó su educación en el California Institute of the Arts, donde se graduó con una licenciatura en actuación.

## Carrera
Sus créditos incluyen la serie de televisión Martín, en un papel recurrente como Laquita, la película Vampire in Brooklyn (dirigida por Wes Craven), A Thin Line Between Love and Hate,y Plump Fiction, entre otras.
Protaginizó el papel de Nina Campbell, en la serie de comedia 3rd Rock from the Sun.

## Filmografía

### Películas
| Año  | Película                          | Papel          |
| ---- | --------------------------------- | -------------- |
| 1995 | Vampire in Brooklyn               | Nikki          |
| 1996 | A Thin Line Between Love and Hate | Adrienne       |
| 1997 | Plump Fiction                     | Hermana Sledge |
| 2002 | We Were Soldiers                  | Alma Givens    |
| 2009 | Mississippi Damned                | Anna           |

### Televisión
| Año       | Título                     | Papel         | Notas                                           |
| --------- | -------------------------- | ------------- | ----------------------------------------------- |
| 1993-95   | Martin                     | Laquita       | 4 Episodios                                     |
| 1994      | The Sinbad Show            | Carmen        | Episodio: Girls Unda Hoodz                      |
| 1994      | She TV                     | Various       | 1 Episodio                                      |
| 1996-2000 | 3rd Rock from the Sun      | Nina Campbell | 134 Episodios                                   |
| 2000      | Hombres de Negro: La serie | Voz           | Episodio :The J is For James Syndrome           |
| 2000      | Masquerade                 | Joi Scott     | Película para la televisión                     |
| 2002      | That 80's Show             | Venus         | Episodio: After the Kiss                        |
| 2004      | The Bernie Mac Show        | Therapist     | Episodio: Five Stages of Bryana                 |
| 2009      | Special Agent Oso          | Voice         | Episode; Live and Jump Rope/ A View to a Kitten |
| 2012      | Weeds                      | Mary          | Episodio: Unfreeze                              |

### Videojuegos
| Año  | Título                | Papel  | Notas |
| ---- | --------------------- | ------ | ----- |
| 2018 | Detroit: Become Human | Amanda |       |